# Potino (consigliere)

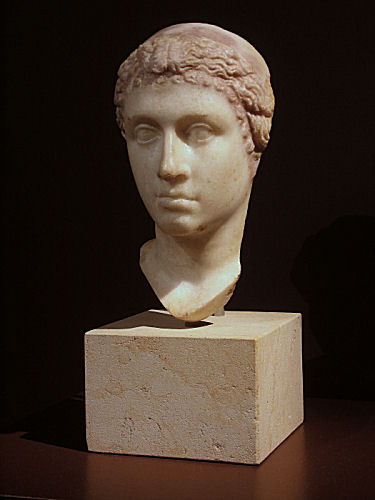
Busto di Cleopatra, aspirante regina d'Egitto al tempo di Potino. Altes Museum, Berlino.

Potino (in greco antico: Ποθεινός?, Potheinós; ... – Alessandria d'Egitto, novembre 48 a.C.) è stato un generale egizio, influente eunuco e reggente del faraone Tolomeo XIII della dinastia tolemaica dell'antico Egitto. È ricordato soprattutto per aver guidato Tolomeo contro sua sorella e co-regnante Cleopatra, cosa che fece iniziare una guerra civile, e per aver decapitato Pompeo Magno.

## Biografia

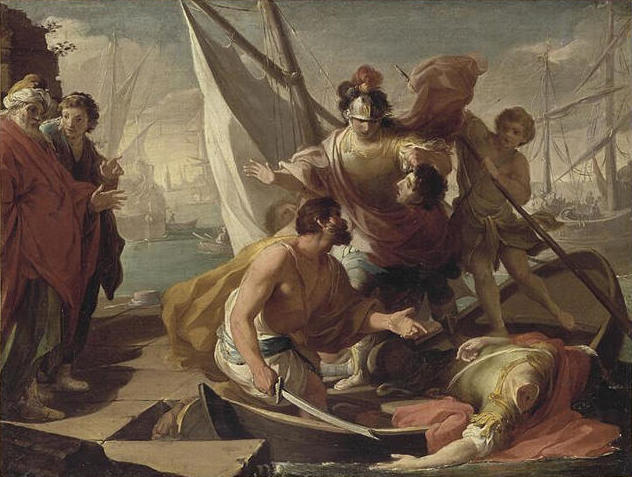
La morte di Pompeo, anonimo, Museo nazionale Magnin, Digione.

Quando Tolomeo XII morì nel 51 a.C. la sua volontà era che Tolomeo XIII e Cleopatra VII diventassero co-regnanti d'Egitto, con la Repubblica romana come loro guardiana. Tolomeo XIII era minorenne e Potino fu nominato come suo reggente. Il generale Achilla e il retore Teodoto di Chio erano anch'essi consiglieri e tutori del re egizio. Quando Tolomeo e Cleopatra furono elevati al grado di regnanti, Potino rimase come reggente formale. Molti egittologi credono che Potino abbia usato la sua influenza per mettere Tolomeo contro Cleopatra, e nella primavera del 48 a.C. Tolomeo, sotto la guida di Potino, tentò di deporre Cleopatra per diventare l'unico monarca, mentre Potino pianificava di agire come sovrano maneggiando il re a suo piacimento. Presero il controllo di Alessandria, allora capitale d'Egitto, e cacciarono con la forza Cleopatra dalla città. Lei organizzò presto un suo esercito e cominciò una guerra civile, che si complicò quando anche Arsinoe IV iniziò ad avanzare pretese sul trono.
Anche Roma era impegnata in una guerra civile e, dopo la sua sconfitta nella battaglia di Farsalo, Pompeo cercò asilo in Egitto. Inizialmente i consiglieri reali finsero di accettare la sua richiesta ma il 28 o 29 settembre del 48 a.C. il generale venne fatto decapitare, poiché gli Egiziani speravano di ottenere così il favore di Giulio Cesare, che stava inseguendo Pompeo. Quando Cesare arrivò gli fu presentata la testa di Pompeo, ma la sua risposta fu piena di dolore e disgusto e ordinò che il corpo di Pompeo fosse ritrovato per dargli un appropriato funerale romano.
Poi Cesare provvide a far eseguire il matrimonio tra Cleopatra e Tolomeo. Intanto Achilla aveva preso d'assedio Alessandria e Potino gli mandava messaggi regolarmente. Quando fu scoperto, Cesare prima lo fece imprigionare e poi uccidere pugnalandolo.

## Nella cultura di massa
Potino è presente nel ruolo di antagonista in Assassin's Creed: Origins.